# Быкоголовый (фильм)
«Быкоголовый» («Бычара» или «Болван») (нидерл. Rundskop) — кинофильм режиссёра Михаэля Роскама, вышедший на экраны в 2011 году.

## Сюжет
В результате трагического случая в детстве Джеки Ванмарсениль получил тяжёлую травму и теперь регулярно принимает тестостерон и другие препараты. Он занимается разведением крупного рогатого скота и торговлей мясом. Эта деятельность сводит его с представителями преступной группировки, занимающейся продажей животноводам запрещённых гормонов роста и другими махинациями. Одним из участников этих переговоров оказывается Дидерик Мас, принявший непосредственное участие в событиях далекого прошлого.

## В ролях
- Маттиас Схунартс — Джеки Ванмарсениль
- Жероен Персеваль — Дидерик Мас
- Жанна Дандуа — Люсия Схеперс
- Барбара Сарафьян — Ева Форрестье
- Тибо Ванденборре — Антони де Греф
- Франк Ламмерс — Сам Раймонд
- Сам Лаувейк — Марк Де Кёйпер

## Производство
Михаэль Роскам работал над сценарием более 5 лет. Фильм основан на реальном событии — убийстве инспектора по животноводству в 1995 г., который исследовал применение гормона роста. Также главному актёру, Маттиасу Схунартсу, пришлось набрать около 27 кг мышечной массы — для этого он тренировался по два раза в день.

## Награды и номинации
- 2011 — участие в специальной программе «Панорама» Берлинского кинофестиваля.
- 2011 — участие в конкурсной программе Стокгольмского и Цюрихского кинофестивалей.
- 2011 — приз за лучший фильм кинофестиваля в Мотовуне (Михаэль Роскам).
- 2012 — номинация на премию «Оскар» за лучший фильм на иностранном языке.
- 2012 — приз ФИПРЕССИ лучшему актеру (Маттиас Схунартс) и режиссёрский приз (Михаэль Роскам) на кинофестивале в Палм-Спрингс.
- 2013 — номинация на премию «Сезар» за лучший иностранный фильм.